# CEE Property Development Portfolio
CEE Property Development Portfolio 2 a.s. (CPDP2) je uzavřený realitní investiční fond, jehož jediným akcionářem je Česká spořitelna. Vznikl 5. února 2011 odštěpením od fondu CEE Property Development Portfolio B.V. (CPDP), ve kterém zůstala pouze investice do projektu Central Park Praha. V říjnu 2015 Česká spořitelna oznámila záměr prodat vlastněné nemovitosti a následně fond zlikvidovat.
Od vstupu na trh v září 2004 je CPDP součástí konsolidovaných účetních výkazů České spořitelny. Jeho správcem zpočátku byla společnost CEE Asset Management (CEE AM). CEE AM byla nejprve dceřinou společností developerské skupiny Sekyra Group ovládané Luďkem Sekyrou, od dubna 2008 byla jejím vlastníkem společnost CEE ASSET MANAGEMENT LIMITED sídlící na ostrově Jersey.
Po svém založení fond CPDP koupil společnost Gallery MYŠÁK, která je dnes vlastníkem stejnojmenné nemovitosti v centru Prahy, a společnost Roztyly Centrum, vlastníka kancelářské budovy, ve které sídlí T-Mobile Czech Republic. V srpnu 2006 fond založil dceřinou společnost CPDP Jungmannova, která následně získala společnost Mrázovka II ze skupiny Sekyra Group, vlastníka paláce Zlatý Kříž na Jungmannově náměstí v Praze. V dubnu 2007 CPDP získal 20 % podíl v projektu Central Park Praha. V únoru 2009 fond upsal nové akcie společnosti CPP Lux a podíl na projektu Central Park Praha navýšil na 99,9 %.
V prosinci 2009 Česká spořitelna vytvořila opravnou položku k majetkové účasti v CPDP ve výši 1,8 miliardy korun. V srpnu 2010 spekuloval deník E15 o snaze CPDP prodat nemovitosti ze svého portfolia.
V únoru 2011 byly majetkové účasti s výjimkou projektu Central Park Praha vyčleněny do nově založené společnosti CEE Property Development Portfolio 2 B.V. V říjnu 2012 zvýšila Česká spořitelna opravnou položku k majetkové účasti ve společnosti CEE Property Development Portfolio 2 B. V. o 0,4 mld Kč na 1,3 mld Kč. Opravná položka k majetkové účasti ve společnosti CEE Property Development Portfolio B. V. zůstala ve výši 1,0 mld Kč. V září 2013 společnost CEE Property Development Portfolio 2 B.V. změnila právní formu ze společnosti s ručením omezeným (B.V.) na akciovou společnost (N.V.), v prosinci téhož roku se stala jediným akcionářem Česká spořitelna.
| společnost                                     | podíl  | datum pořízení | investice | nemovitosti                                         | poznámka |
| ---------------------------------------------- | ------ | -------------- | --------- | --------------------------------------------------- | --- |
| Gallery MYŠÁK a.s.                             | 100 %  | 14.10.2004     | 307       | budova ve Vodičkově ulici v Praze                   | Prodáno v roce 2016 společnosti KOH-I-NOOR holding a.s. |
| CPDP 2003 s.r.o.                               | 100 %  | 26.10.2004     | 579       | sídlo T-Mobile ČR v Praze-Roztylech                 | Bankovní úvěry od České spořitelny postupně poklesly z 2,7 mld. Kč na konci roku 2005 na 1,1 mld. Kč na konci roku 2024.                                                |
| CPDP Polygon s.r.o.                            | 100 %  | 2006           | 253       | kancelářská budova Polygon House Praze              | 15. října 2014 prodáno za 133 milionů Kč společnosti JLO Czech. |
| CPDP Prievozska, a.s.                          | 100 %  | 2006           | 266       | budova ve Prievozské ulici v Bratislavě             | Prodána za 42 mil. Kč v květnu 2017. |
| TAVARESA a.s.                                  | 100 %  | 2006           | 34        | kanalizační a vodovodní přípojky v Praze-Stodůlkách | V roce 2013 prodána za zhruba tři miliony korun skupině Unistav. |
| Campus Park a.s.                               | 100 %  | 2006           | 51        | Campus Park v Praze-Stodůlkách                      | Vznikla odštěpením od společnosti Tavaresa, podíl prodán v říjnu 2016.                                                                                                  |
| CPDP Jungmannova s.r.o.                        | 100 %  | 2006           | 169       | budova na Jungmannově náměstí v Praze               | 3. dubna 2013 prodána za zhruba 124 milionů korun akciové společnosti Anero.                                                                                            |
| CPDP Shopping Mall Kladno, a.s.                | 100 %  | 2007           | 470       | nákupní centrum OAZA Kladno                         | Podíl v účetní hodnotě 470 milionů korun brutto byl v roce 2015 prodán za 13 milionů korun, novým vlastníkem se stal Qidong Heng.                                       |
| CP Praha s.r.o., v likvidaci                   | 99,9 % | 2007           | 1 038     | bytový projekt Central Park Praha                   | V září 2016 doběhlo insolvenční řízení, společnost vstoupila do likvidace.                                                                                              |
| ČS Technické centrum s.r.o.                    | 100 %  | 28.8.2007      | 300       | budova v Praze                                      | Koupena za 300 milionů korun od nizozemských společností Allafon Holding B.V. a Allafon Holding II N.V. podnikatele Luďka Sekyry, v roce 2010 prodána České spořitelně. |
| CPDP Logistics Park Kladno I a.s. v likvidaci  | 100 %  | 2008           | 189       | pozemek u obce Buštěhrad a projekt                  | V září 2017 ukončena likvidace. |
| CPDP Logistics Park Kladno II a.s. v likvidaci | 100 %  | 2008           | 182       | pozemek u obce Buštěhrad a projekt                  | V září 2017 ukončena likvidace. |
| Celkem                                         |        |                | 3 837     |                                                     | |